# Roland Gergye
Roland Gergye (Kaposvár, 24 febbraio 1993) è un pallavolista ungherese, schiacciatore del Cuneo.

## Carriera

### Club
La carriera professionistica di Roland Gergye inizia nella stagione 2010-11, quando debutta nella Nemzeti Bajnokság I con il Kaposvár: resta legato al club per tre annate, conquistando altrettanti scudetti e Coppe d'Ungheria. Nel campionato 2013-14 viene ingaggiato per la prima volta all'estero, dai tedeschi del Friedrichshafen, coi quali si aggiudica uno scudetto e due coppe nazionali. Migra quindi in Francia, dove gioca un'annata col Beauvais e un biennio nel Paris, sempre in Ligue A.
Nella stagione 2018-19 si trasferisce in Turchia, partecipando alla Efeler Ligi col Galatasaray, mentre nella stagione seguente è nella Volley League greca con l'Olympiakos. Dopo un'annata di inattività, torna in campo nel campionato 2021-22, giocando nella 1. DOL slovena col Maribor, mentre nella stagione seguente è in Polonia, dove difende i colori del Bielsko-Bialskie, neopromosso in Polska Liga Siatkówki; conclude poi l'annata all'Al-Nasr.
Per il campionato 2023-24 si accasa all'Arcada Galați, nella Divizia A1 rumena, con cui si aggiudica la Supercoppa, e nell'annata 2024-25 milita tra le file del Tours, nuovamente nella massima divisione francese, vincendo lo scudetto. Nella stagione 2025-26 firma per il neopromosso Cuneo, nella Superlega italiana.

### Nazionale
Fa parte della nazionale under 20 ungherese in occasione dei tornei di qualificazione al campionato europeo 2010 e 2012.
Nel 2013 esordisce in nazionale maggiore in occasione dell'European League, mentre nel 2021 si aggiudica la medaglia di bronzo all'European Silver League.

## Palmarès

### Club
- Campionato ungherese: 3

2010-11, 2011-12, 2012-13
- Campionato tedesco: 1

2014-15
- Campionato francese: 1

2024-25
- Coppa d'Ungheria: 3

2010-11, 2011-12, 2012-13
- Coppa di Germania: 2

2013-14, 2014-15
- Supercoppa rumena: 1

2023

### Nazionale (competizioni minori)
- European Silver League 2021